# 一搩手半
一搩手半（いっちゃくしゅはん）は、仏像などを造るときなどの尺度である。

## 概要
「一搩」は「一張」という意味であり、塵添壒嚢鈔卷15は、「一搩手半とは一尺三寸也、母肘の節より其腕の節に至る也、或は、一尺二寸共云、一搩は八寸、半は四寸也、人の母胎に在る時、第二十の七日に至て人相皆備はり、手を以て面を推して蹲踞して坐す、其時の身の長け母の一搩手半と斎等也」という。
丈六、頭身などに対してほぼ1尺2寸ないし3寸の仏像を、一搩手半の仏像という。